# 擔保隔夜融資利率
擔保隔夜融資利率，簡稱SOFR，是作為倫敦銀行間拆款利率（LIBOR）替代方案而被選定的既有擔保型銀行間隔夜利率，屬於一種參照利率。

## 歷史
2017年6月，美國聯邦準備銀行的替代參照利率委員會，選定SOFR作為LIBOR的替代方案，主要考量該利率所依據的附買回市場具備良好的安定性。
紐約聯邦準備銀行自2018年4月開始公布該利率。
2018年8月，巴克萊銀行成為首家發行與利率掛鉤的商業票據的銀行，發行金額約為5億2,500萬美元的短期債務。房利美則早在2018年7月便已發行與SOFR掛鉤的60億美元有價證券，並於2018年10月再度發行50億美元的SOFR掛鉤證券。

## 技術
SOFR是以美國財政部證券（即美國國債）作為擔保，在進行隔夜借貸的附買回市場為基礎所計算出的利率。SOFR根據實際的附買回交易資料，由紐約聯邦準備銀行計算，並於營業翌日的上午8時（紐約時間）公布。
與LIBOR採用銀行主觀報價不同，SOFR係根據實際發生之附買回交易利率計算而成，具備較高之透明度與客觀性。然即便如此，SOFR仍存在一定程度之操縱風險。銀行可能於批發性融資市場中以偏離市場水準之利率進行隔夜交易，藉以影響SOFR水準，進而在掛鉤該利率之金融契約中獲利。為防範此類行為，部分建議主張應揭露個別銀行之實際借貸成本，以提高市場透明度並抑制潛在操縱行為。
國際結算銀行（BIS）作為各國中央銀行的「銀行」曾指出，一套萬能的替代方案或許並不實際也未必理想。儘管SOFR能夠解決合謀操縱利率的問題，但它無法有效反映全球資金市場的壓力，這也意味著SOFR未來有高可能性與其他利率共存。

## 關聯項目
- 日圓無擔保隔夜利率（TONA）
- 隔夜指數交換利率（OIS）

## 脚注
1. ↑  . 中央銀行. 2020-02-20 （中文（臺灣））.
2. ↑  . 立法院. 2013-07-23  [2025-07-25] （中文（臺灣））.
3. ↑  . Baker McKenzie. November 2017  [2019-10-27]. （原始内容存档于2017-12-03）.
4. 1 2  . Reuters. April 3, 2018  [2025-07-24]. （原始内容存档于2023-05-30）.
5. ↑  . 路透社. April 3, 2018  [2025-07-24]. （原始内容存档于2023-05-30）.
6. ↑  Tempkin, Adam; McCormick, Liz. . 彭博商業週刊. August 27, 2018  [2025-07-24]. （原始内容存档于2024-03-31）.
7. ↑  . 房利美. October 2018  [2019-10-27].
8. ↑   (PDF). CME集團. March 2018  [2019-01-10]. （原始内容存档 (PDF)于2024-09-20）.
9. ↑  Troege, Michael. . FT. 2020-08-04  [2020-08-20]. （原始内容存档于2020-08-17）.
10. ↑  . 彭博社. April 2019  [2019-10-27]. （原始内容存档于2019-07-16）.